# Notharctus
Il notarcto (gen. Notharctus) era un primate preistorico, vissuto nell'Eocene inferiore e medio (tra 54 e 38 milioni di anni fa). I suoi resti sono stati ritrovati in Nordamerica.

## Descrizione
L'aspetto di questo animale era molto simile a quello di un odierno lemure del Madagascar. Lungo circa quaranta centimetri (esclusa la coda), questo animale doveva pesare circa quattro chilogrammi. Gli arti erano allungati, così come la coda, e il corpo era molto flessibile. Il cranio, con un muso piuttosto lungo, era dotato di una sinfisi mandibolare fusa, come quella dei primati odierni. Gli incisivi erano simili a scalpelli, mentre i molari possedevano creste taglienti ben sviluppate; i canini, infine, erano più grandi nei maschi. Mani e piedi erano dotati di pollici grandi e opponibili, mentre le dita erano lunghe e possedevano unghie. 

## Classificazione
Il notarcto (il cui nome significa “falso orso”) appartiene a un gruppo estinto di primati, noto come adapiformi (Adapiformes). I loro resti sono stati ritrovati principalmente in Europa e Nordamerica. Questi primati furono fra i primi a sviluppare numerose caratteristiche adatte alla vita arboricola, come zampe adatte ad afferrare, visione binoculare e dorsi flessibili. Il notarcto, in particolare, dà il nome alla sottofamiglia dei Notharctinae, prevalentemente nordamericana, che annovera fra gli altri anche Cantius, Pelycodus e Smilodectes. La specie più nota di notarcto è Notharctus tenebrosus.

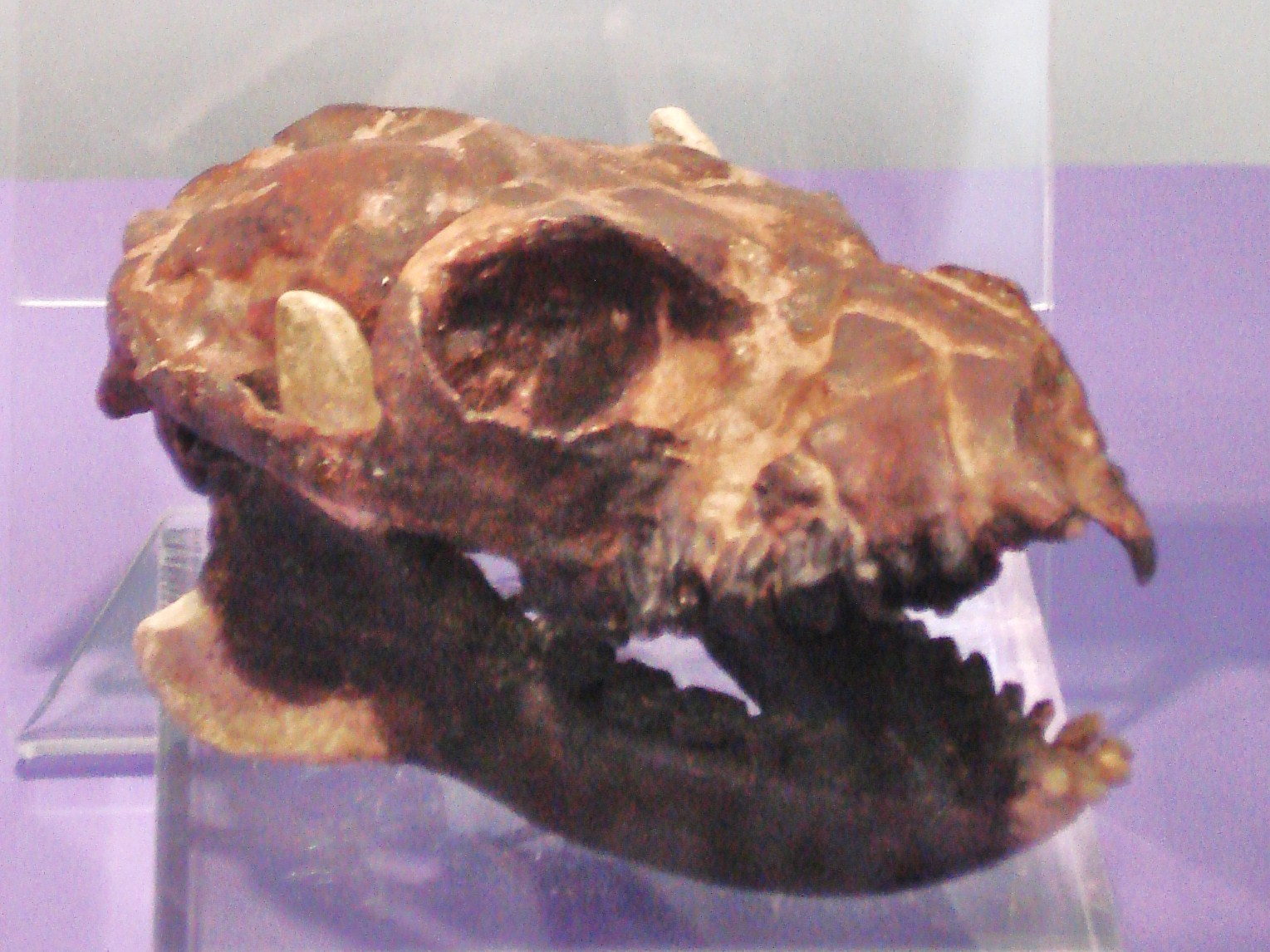
Cranio di Notharctus osborni

## Stile di vita
Questo animale doveva essere un ottimo arrampicatore: i resti fossili indicano che le zampe erano perfettamente adatte ad afferrare i rami degli alberi, mentre la lunga coda poteva essere uno strumento efficace per bilanciare il corpo quando Notharctus effettuava evoluzioni fra gli alberi. La morfologia della dentatura suggerisce che questo primate avesse adottato una dieta a base di foglie.